# 飯坂町 (福島市)
飯坂町（いいざかまち）は、福島県福島市の大字で飯坂支所所管にあたる飯坂地域内である。

## 概要
国内有数の古湯である飯坂温泉その温泉街として賑わいを見せており、温泉旅館が多く軒を連ねた福島市北部を代表する商業地である。飯坂町は福島県庁及び福島駅前を核とする福島市街地の北北西に位置する衛星都市である。
主に飯坂町を氏子区域とする飯坂八幡神社例大祭の飯坂けんか祭りは日本三大喧嘩祭りに数えられ、祭り好きが遠方から参加しに訪れる程の人気である。

## 地理
福島市北部及び飯坂地域の南東部に位置する。北で飯坂町茂庭、東で飯坂町湯野、下飯坂、南で沖高、飯坂町平野、西で飯坂町中野とそれぞれ隣接する。摺上川や小川に沿う平野部に市街地や農地が広がり、北西部は山林が広がる。飯坂町平野に所在する福島北警察署及び当地内に所在する飯坂消防署がそれぞれ管轄にあたる。

### 河川・架橋
- 摺上川
  - 奥十綱橋 - 福島県道319号穴原十綱線
  - 鵬橋 - 国道399号飯坂バイパス
  - 中十綱橋 - 福島市道下原樅ノ木下線
  - 新十綱橋 - 福島市道4号湯野平野線
  - 十綱橋 - 福島県道3号福島飯坂線（飯坂街道）
- 赤川
  - 赤川新橋 - 福島市道101号中野天王寺線
  - 飯坂大橋 - 国道399号飯坂バイパス
  - 赤川橋 - 福島県道319号穴原十綱線
- 小川
  - 医王寺橋 - 福島県道5号上名倉飯坂伊達線（支線：医王寺通り）
  - 小川橋 - 福島県道3号福島飯坂線（飯坂街道）
  - 下小川橋 - 福島市道6号高舘六角線

### 山岳
- 大作山
- 舘山

### 湖沼
- 天王寺沼

### 字
- 赤川端
- 赤舘
- 旭町
- 穴田
- 鮎寄
- 石倉
- 石転
- 一本松
- 稲荷田
- 後田
- 後畑
- 内畑
- 梅津
- 江端
- 大和田
- 扇田
- 小川
- 小川端
- 御行檀
- 鬼越

- 笠松
- 風穴
- 釜場
- 上川原
- 上途
- 上中川原
- 上原
- 唐桶
- がらむ木
- 川崎
- 川端
- 川原町
- 北畑
- 北原
- 銀杏
- 暮坪
- 古河岩
- 腰巻
- 小滝
- 小森谷地

- 五反田
- 五倫田
- 五郎兵ヱ舘
- 梍町
- 坂口
- 桜下
- 桜田
- 鯖湖町
- 沢田
- 清水上
- 下川原
- 下中川原
- 下原
- 杉林
- 砂原
- 雪舟田
- 雪舟町
- 瀬戸川
- 添穂作
- 大門

- 高石仏
- 高舘
- 舘ノ山
- 立町
- 舘
- 舘下
- 筑前
- 月崎
- 月崎町
- 鉄砲小屋
- 寺畑
- 寺山
- 天王寺
- 道城町
- 十綱下
- 十綱町
- 中赤舘
- 長泥
- 中ノ内
- 中原

- 仲森山
- 鍋沢
- 錦町
- 西坂下
- 西桜瀬
- 西滝ノ町
- 西堀切
- 二本杉
- 沼ノ上
- 布川
- 八景
- 原
- 原口
- 馬場
- 東坂下
- 東桜瀬
- 東滝ノ町
- 東舘下
- 東堀切
- 菱沼

- 藤沢田
- 二タ俣
- 舟越田
- 舟附
- 古舘
- 古戸町
- 星宮
- 星宮下
- 星宮前
- 佛坂
- 前川原
- 前田
- 前原
- 町裏
- 味川田
- 水割
- 南原
- 谷地
- 柳町
- 山ノ下

- 八幡
- 八幡内
- 八幡新田
- 湯沢
- 湯町
- 夜蚊坂
- 横町
- 若葉町

## 歴史
1889年4月1日 - 信夫郡上飯坂村が町村制を施行して同郡飯坂町となる。
1888年の飯坂の大火（湯町から出火し、湯沢、十綱町の178戸全焼）からの復興と町制の施行を記念して、1890年7月、八幡神社の境内に初代飯坂町長の村島泰亮が飯坂の碑を建立。この碑の中に飯坂に伝わる伝説や鯖湖の名前の由来、飯坂の歴史などが記されている。
1955年3月31日、信夫郡飯坂町（旧）が同郡平野村・中野村、伊達郡湯野町・東湯野村・茂庭村と合併し、信夫郡飯坂町（新）が発足。1964年1月1日に飯坂町は福島市に編入され、1955年3月30日までの旧飯坂町の範囲が福島市の大字の飯坂町となる。

### 「飯坂」の地名由来について
尚、飯坂という地名は1300年頃、伊達家の分家（伊達政信）が飯坂姓を名乗り一帯を開墾したことに因む。伊達政信は1300年頃、古舘に「湯山城」を築き、飯坂氏を称したとされる。そのため、摺上川べりから同城に通じる坂道は「飯坂」と呼ばれた。1300年以前の地名は不明であるが、一説では「石那坂」と呼ばれていたと考えられており、1189年8月8日、石那坂の戦いが行われた場所として考えられている。

## 世帯数と人口の推移
| 年     | 世帯数（世帯） | 人口（人） |
| ------ | -------------- | ---------- |
| 1889年 | 730            | 3,402      |
| 1920年 | 1,006          | 5,068      |
| 1935年 | 1,239          | 6,509      |
| 1947年 | 1,804          | 8,277      |
| 2012年 | 2,712          | 6,434      |
| 2017年 | 2,816          | 6,085      |

- 2017年は6月30日現在の世帯数と人口である[1]。

## 交通

### 鉄道
- 福島交通花水坂駅（■飯坂線）
- 福島交通飯坂温泉駅（■飯坂線）

### 道路
- 国道399号（茂庭街道）
- 国道399号（バイパス線：飯坂バイパス）
- 福島県道3号福島飯坂線（飯坂街道）
- 福島県道5号上名倉飯坂伊達線（支線：医王寺通り）
- 福島県道155号飯坂瀬ノ上線
- 福島県道313号中野梍町線
- 福島県道319号穴原十綱線
- 福島市道3号栗畑中ノ内線
- 福島市道4号湯野平野線
- 福島市道6号高舘六角線

### バス
福島交通路線バス
- （湯野駅） - 飯坂温泉駅 - 若葉町 - 滝の町 - 花岡町 - 釜場 - 飯坂小学校 - 横町 - さいかち町 - （杉の平方面）
  - 杉の平
- （杉の平方面） - さいかち町 - 横町 - 飯坂温泉駅 - 若葉町 - 滝の町 - 花岡町 - 釜場 - 赤川橋 - 飯坂小学校 - 横町 - 飯坂温泉駅 - 若葉町 - （湯野駅）
  - 湯野
- 飯坂温泉駅 - 若葉町 - 滝の町 - 花岡町 - 釜場 - 小滝 - 飯坂中原 - 中の内 - 毘沙門前 - 天王寺入口 - （茂庭方面）
  - 中茂庭
- （茂庭方面） - 天王寺入口 - 毘沙門前 - 中の内 - 飯坂中原 - 小滝 - 赤川橋 - 東堀切 - 飯坂湯町 - 横町 - 飯坂温泉駅
  - 飯坂温泉駅

## 施設

### 行政
- 福島市役所飯坂支所
- 福島市飯坂学習センター
- 福島市飯坂温泉観光会館（パルセいいざか）
- 飯坂消防署

### 教育
- 福島県立福島北高等学校
- 福島市立大鳥中学校
- 福島市立飯坂小学校

### 観光
- 舘の山公園
- 花ももの里
- 片岡鶴太郎美術庭園

## 画像

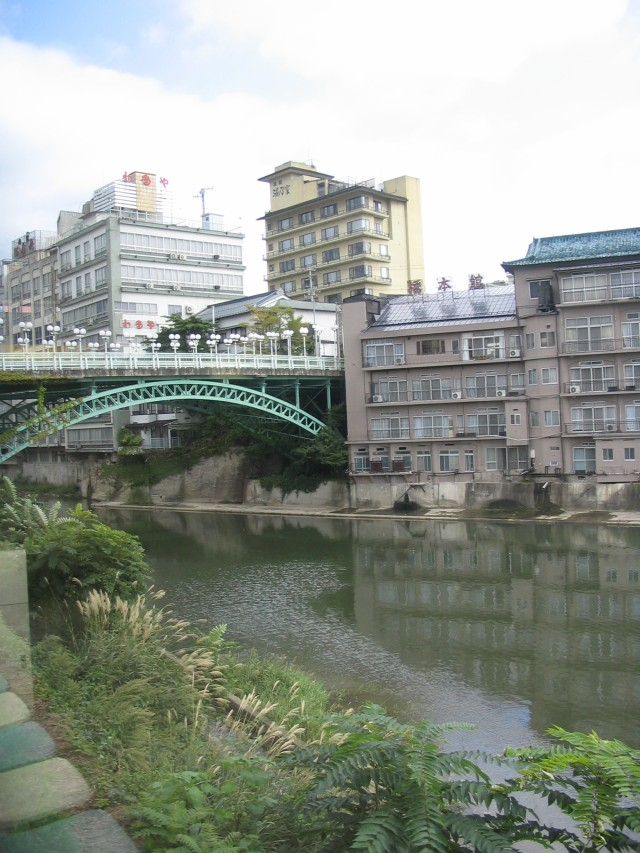
飯坂温泉街
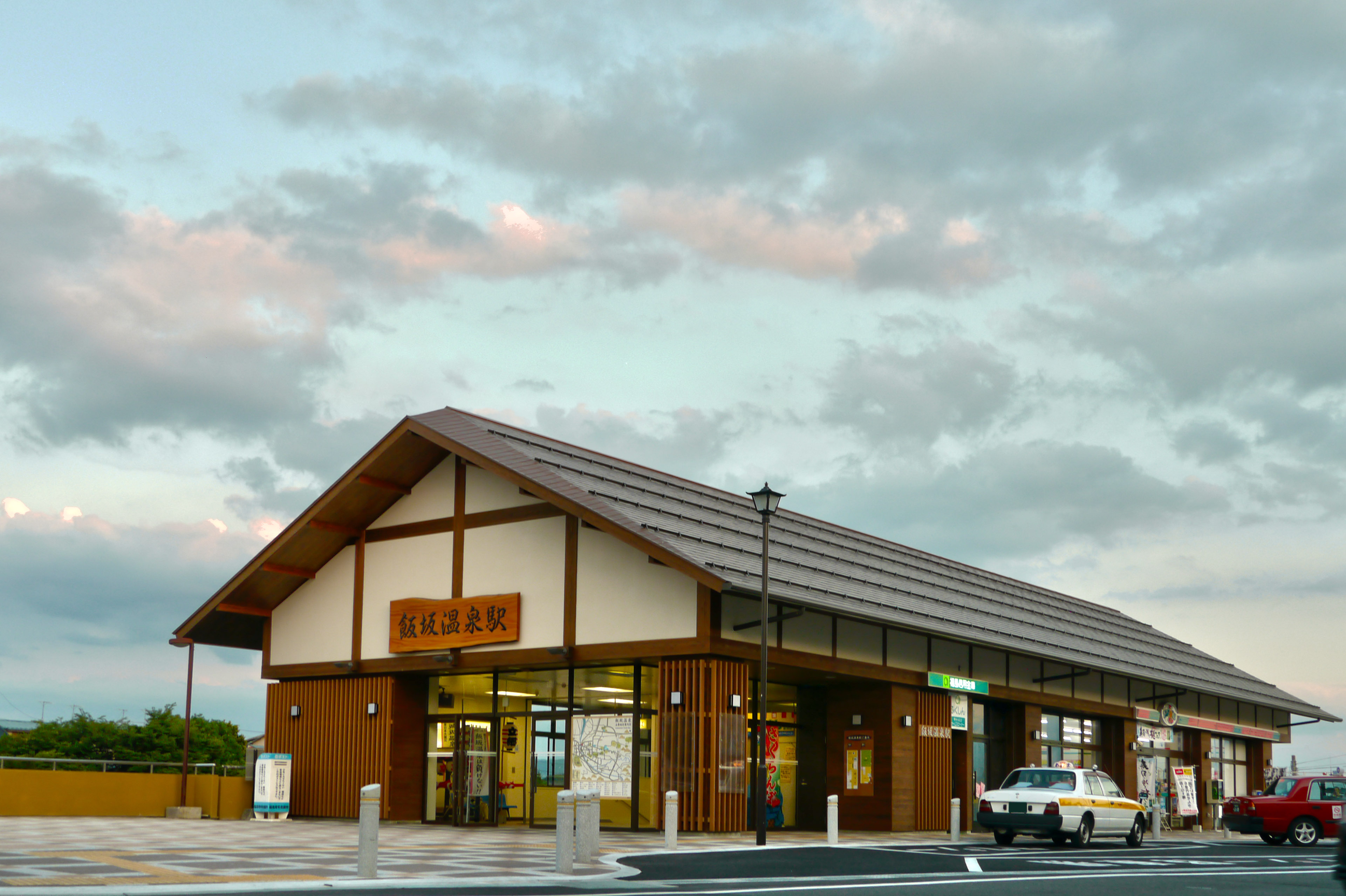
飯坂温泉駅
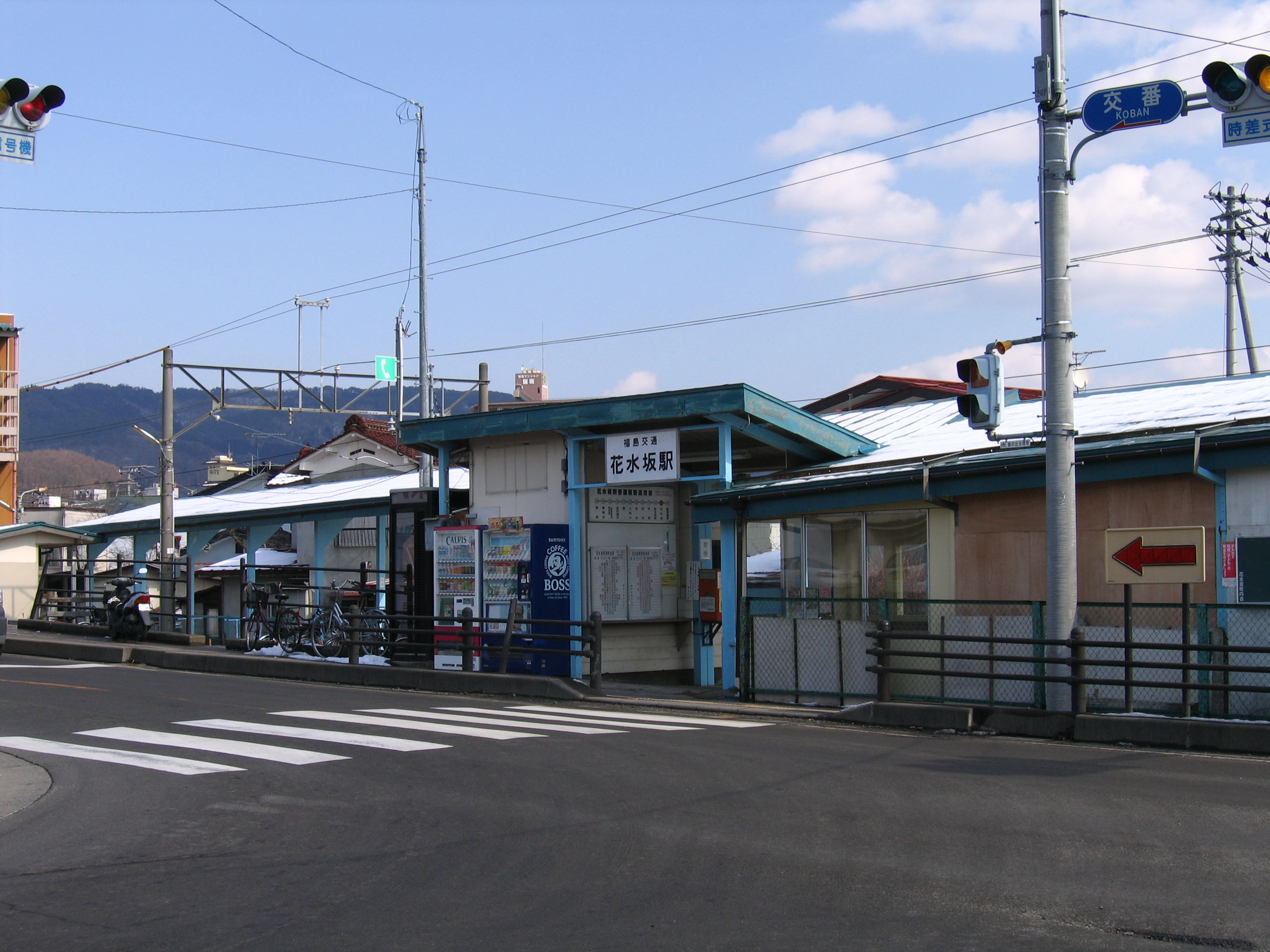
花水坂駅